# Opius pusillator
Opius pusillator är en stekelart som först beskrevs av Zetterstedt 1838.  Opius pusillator ingår i släktet Opius och familjen bracksteklar. Inga underarter finns listade i Catalogue of Life.